# Epitriptus syriacus
Epitriptus syriacus är en tvåvingeart som beskrevs av Ignaz Rudolph Schiner 1867. Epitriptus syriacus ingår i släktet Epitriptus och familjen rovflugor. Inga underarter finns listade i Catalogue of Life.